# Agelena teteana
Agelena teteana är en spindelart som beskrevs av Roewer 1955. Agelena teteana ingår i släktet Agelena och familjen trattspindlar.
Artens utbredningsområde är Moçambique. Inga underarter finns listade i Catalogue of Life.